# 角川漫画新人賞
角川漫画新人賞（かどかわまんがしんじんしょう）は、KADOKAWAの社内ブランド・角川書店が2009年から開催している日本の新人漫画賞。年間2回選考で発表はそれぞれ8月末締切の場合は10月24日（祝休日の場合は23日）から11月10日（10日が祝休日の場合は9日）に発行する対象雑誌で発表、2月末締切の場合は4月24日から5月10日に発行する対象雑誌で発表する。応募資格はプロアマ問わない。元々は角川エース新人漫画賞（年3回選考で全32回）と題していた。（ASUKAにおいても別の漫画賞を設けていた）
この賞とは別に『月刊少年エース』と『ヤングエース』共同の月例賞『月例賞A1グランプリ』がある。また中国・香港＆台湾圏のからの中文による応募も第12回まで受け付けていたが終了した。

## 賞金
エース新人漫画賞時は最高100万円だったが、リニューアルするにあたり引き上げられた。副賞は「ComicStudio EX Ver4.0」。なお特別賞には副賞は付かない。
- 大賞 300万円
- 準大賞 100万円
- 入選 50万円
- 佳作 30万円
- 奨励賞 10万円
- 『少年エース特別賞』『ヤングエース特別賞』『ガンダムエース特別賞』『コンプエース特別賞』[2]『Asuka特別賞』各5万円

### 過去の賞
雑誌休刊等のため、終了になった特別賞である。
- 『ニュータイプエース特別賞』5万円（第8回のみ、第6-7回ではガンダムエース&ニュータイプエース特別賞と題していた）
- 『ケロケロエース特別賞』5万円（第1-8回）
- 『天聞角川特別賞』10万円　（第5-12回）
  - 第5回より新設、中国の簡体字圏在住の外国人のみが受賞できる賞。第12回も募集されたが該当者なしとも発表されず、実質的に発表されなかった。
- 『台湾角川特別賞』10万円　（第9-12回）
  - 第9回より新設、台湾・香港の繁体字圏在住の外国人のみが受賞できた賞。第12回で受賞者発表されたものの終了。

## 掲載紙
- 月刊少年エース
- ヤングエース
- コンプエース
- コンプティーク（第1-12回）
- ニュータイプエース（第6-8回）
- ガンダムエース
- ケロケロエース（第1-8回）
- 月刊Asuka
- 天漫

## 主な受賞者

### 第1回（2009年8月31日締切り）
- 大賞 -『イッツ ア サタン』作者：春日井明
  - 受賞作はヤングエースVol.5（2009年12月4日発売号）に掲載。後に春日井は少年エースにてGENEZのコミカライズを担当する。
- 準大賞 -『桜思い』作者：音中さわき
  - 受賞作は月刊Asuka2010年1月号に掲載。後に音中は月刊Asukaにて赤き月の廻るころのコミカライズを担当する。
- 入選 -『生き物係なんですから』作者：我孫子祐
- 佳作 -『鉄骨と勇者と』作者：小川針
- 奨励賞 -『小悪魔シアトリカル』作者：青倉ななみ
- 少年エース特別賞 -『オヤシラズ』作者：加藤雄一
  - 後に加藤はヤングエースにてシュアリー・サムデイのコミカライズを担当する。
- ヤングエース特別賞 -『地球のエスパーたち』作者：宮本ろば
  - 受賞作は未掲載。後にラストエグザイル-銀翼のファム-のコミカライズを担当する。
- ガンダムエース特別賞 -『ヒゲなしのヒゲ』作者：尾形隆市
- コンプティーク&コンプエース特別賞 -『学園保健相談室』作者：栄智ゆう
- ケロケロエース特別賞 -『ブロンゾ』作者：小林正法
- Asuka特別賞 -『桜思い』作者：音中さわき
  - 準大賞とダブル受賞

### 第2回（2010年2月28日締切り）
- 大賞 -『鬼ころし』作者：佐藤敦紀
  - 受賞作はヤングエース2010年6月号に掲載。後に佐藤はヤングエースにて嘘つきみーくんと壊れたまーちゃん とっておきの嘘のコミカライズを担当する。
- 準大賞 -『ネバーランド』作者：タチバナロク
  - 受賞作は月刊少年エース2010年6月号に掲載。後にタチバナロクはヤングエースにおいて『恋愛しませんか』というオリジナル作品を連載する。
- 入選 -『オカルトハート』作者：HIDE
  - 受賞作は未掲載。後に今田秀士名義で月刊少年エースにて「いつか天魔の黒ウサギ高校編紅月光の生徒会室」のコミカライズを担当する。
- 佳作 -『あつあつ! 湯けむり奮闘記』作者：飛藤泉
- 奨励賞 -『未完成ユニオン』作者：畳和
- 少年エース特別賞 -『柘榴』作者：藤本恵理子
  - ケロケロエース特別賞とW受賞。
- ヤングエース特別賞 -『魔女と決意と証明と』作者：浅田アキラ
- ガンダムエース特別賞 -『V4（ブイよん）』作者：久米沢徹
- コンプティーク&コンプエース特別賞 『イマージュ』作者：ポルリン
- ケロケロエース特別賞 -『柘榴』作者：藤本恵理子
  - 少年エース特別賞とW受賞。
- Asuka特別賞 -『あつあつ! 湯けむり奮闘記』作者：飛藤泉
  - 佳作とダブル受賞

### 第3回（2010年8月31日締切り）
- 大賞 - 該当者なし
- 準大賞 -『スズメノコロシアム』作者：松永孝之
  - 受賞作は少年エース2010年12月号に掲載。後にコミックウォーカーにて『LIttLE13』を連載する。
- 入選 -『ハナノナ』作者：高居春尾
- 佳作 -『Jin』作者：ジェームズ・キャラメル
- 佳作 -『放課後アトリエといろ』作者：華々つぼみ
  - 受賞作は連載化され単行本化。
- 奨励賞 -『ターゲット・ハイスクール』作者：朔坂みん
- 奨励賞 -『兎宙遊泳』作者：油屋日出和
- 少年エース特別賞 -『おいでませ 竜宮城へ!』作者：檜ノ介
- ヤングエース特別賞 -『夏の嘘』作者：臼十きね
- ガンダムエース特別賞 -『三匹のグフ』作者：ハルマキケンジ
- ケロケロエース特別賞 -『ゴンゴのダンディー道場』作者：カオシー
- コンプティーク&コンプエース特別賞 -『放課後アトリエといろ』作者：華々つぼみ
  - 佳作とダブル受賞
- ASUKA特別賞 -『ターゲット・ハイスクール』作者：朔坂みん
  - 奨励賞とダブル受賞

### 第4回（2011年2月27日締切り）
- 大賞 - 該当者なし
- 準大賞 -『悪魔の一噛み』作者：好野カナタ
  - 受賞作はヤングエース2011年6月号に掲載。後に好野はアルティマエースにて『ブラッドラッド』のスピンオフ作品『ぶらっと★ブラドラ』の漫画を連載する。
- 入選 -『アカルイミライ』作者：紫苑悠里
  - 受賞作は満塩真美香名義で月刊ASUKA2011年10月号に掲載。後には『TIGER & BUNNY 公式コミックアンソロジー』#1&#2に参加した。
- 佳作 -『ギャングポリス』作者：櫻井あつひと
  - 受賞作は月刊少年エース2011年6月号に掲載。
- 奨励賞 -『ずっとずーっと』作者：椋木ななつ
  - 受賞作は未掲載。後に『いなり、こんこん、恋いろは。』のスピンオフ作品『いなり、4コマ、恋いろは。』の漫画を4コマnanoエースにおいて連載する。
- 少年エース特別賞 -『Change』作者：岡崎俊憲
- ヤングエース特別賞-『音明師』作者：伊藤忠柾
  - 受賞作は未掲載。後に伊藤は月刊少年エースにて『タワーオブアイオン』のコミカライズを担当する。
- ガンダムエース特別賞 -『機動戦士ガンダム宇宙世紀MS仕事図鑑』作者：魚石真学
  - 受賞作はガンダムエース2011年6月号に掲載。
- ケロケロエース特別賞 -『トンでもないヒーロー』作者：虎沢けんじ
- コンプティーク&コンプエース特別賞 -『戦争部』作者：八幡絢
- ASUKA特別賞 -『アカルイミライ』作者：紫苑悠里
  - 入選賞とダブル受賞

### 第5回（2011年8月31日締切り）
- 大賞 - 該当者なし
- 準大賞 -『PAN HEAD』作者：高木秀栄
  - 受賞作は月刊少年エース2011年12月号に掲載。後にコミックウォーカーにて『REVOLT』（原作：草下シンヤ）を連載する。
- 入選 -『チェンジ』作者：藤本恵
- 佳作 -『やがて祝える日があるとして』作者：スタジオニナナ
  - 受賞作はヤングエース2011年12月号に掲載。後にスタジオニナナはヤングエースにおいて『おーだーメイド』を連載する。
- 奨励賞 -『こくらぶ！！』作者：秋山弘行
  - 受賞作は月刊少年エース2012年1月号に掲載。
- 少年エース特別賞 -『とろてん！』作者：長谷川真也
- ヤングエース特別賞 -『ミイラ・ミラ・ライラ』作者：中斉翔
- ガンダムエース特別賞 - 該当者なし
- ケロケロエース特別賞 -『雷火喰らう！！ LIKE A GROW』作者：ノーザンアッパー
- コンプティーク&コンプエース特別賞 - 該当者なし
- ASUKA特別賞 -『MOON SIGNAL』作者：葵うさぎ
- 天聞角川特別賞 -『引霊師』作者：MAISAKI
  - 受賞作は月刊天漫2011年12月号に掲載。後に『引霊師』は月刊天漫2012年3月号から連載化[3]。

### 第6回（2012年2月29日締切り）
- 大賞 - 該当者なし
- 準大賞 -『エスケプ』作者：羽賀ソウケン
  - 受賞作はヤングエース2012年6月号に掲載。
- 入選 -『シュバルツ通りの怪物』作者：吉村文也
  - 受賞作は月刊少年エース2012年6月号に掲載。
- 佳作 -『サラダドレス』作者：文野貴弘
- 佳作 -『呪い女と犬と僕』作者：原和太郎
- 奨励賞 - 該当者なし
- 少年エース特別賞 -『タダノスタンダード』原作：カシコイイヌ、漫画：岡崎俊憲
- ヤングエース特別賞 -『御当地ロボ限界集落決戦』作者：りゅうカン
- ガンダムエース&ニュータイプエース特別賞 -『STARDUST PHANTOM』作者：尾崎祐介
  - 受賞作は未掲載、後にニュータイプエースにおいて『もののけ日和 秘録 妖怪大戦争』のコミカライズを連載する。
- ケロケロエース特別賞 - 該当者なし
- コンプティーク&コンプエース特別賞 -『ミタマさまっ！』作者：笹谷道久
- ASUKA特別賞 -『月夜の晩』作者：佐藤礼子
- 天聞角川特別賞 -『崑崙雪』作者：幽霊
  - 受賞作は月刊天漫2012年6-7月号に掲載、後に月刊天漫・赤い風において『英雄』のコミカライズを連載する。

### 第7回（2012年8月31日締切り）
- 大賞 - 該当者なし
- 準大賞 -『弾奏カルテル』作者：三途河ワタル　
  - 受賞作はニュータイプエース2012年Vol.15号に掲載。後に三途河はニュータイプエースにて『翠星のガルガンティア』のコミカライズを担当する。
- 入選 -『お兄ちゃんのことが好きすぎてにゃんにゃんしたいブラコン妹だけど素直になれないの』作者：オオハマイコ
  - 受賞作はヤングエース2012年12月号に掲載、2013年1月号から集中連載化し、2013年5月号から正式に連載となった。
- 佳作 -『10 Years Later』作者：dodome
- 奨励賞 -『オオカミ君とシンデレラ』作者：秋野惠麻
- 少年エース特別賞　-『ゆう&れい』作者：ヤマモトチヒロ
  - 受賞作は少年エース2012年12月号に掲載
- ヤングエース特別賞　-『お兄ちゃんのことが好きすぎてにゃんにゃんしたいブラコン妹だけど素直になれないの』
  - ※入選とW受賞
- ニュータイプエース&ガンダムエース特別賞 -『SWORDS』作者：青山敬典
- コンプティーク&コンプエース特別賞 - 該当者なし
- ケロケロエース特別賞 - 該当者なし
- ASUKA特別賞 - 該当者なし
- 天聞角川特別賞 - 該当者なし

### 第8回（2013年2月28日締切り）
- 大賞 - 該当者なし
- 準大賞 -『春よ恋』作者：水野梅子　
  - 受賞作はヤングエース2013年6月号に掲載。
- 入選 -『生物（なまもの）なのでご注意を。』作者：常深アオサ
  - 受賞作は月刊少年エース2013年6月号に掲載。後に少年エースにおいて『ロクでなし魔術講師と禁忌教典』のコミカライズを担当する。
- 佳作 - 該当者なし
- 奨励賞 -『COLORS HEARTS』作者：鷹条色’s
- 奨励賞 -『地味子希望女子の事情』作者：見吉宏平
- 少年エース特別賞 -『石の華』作者：寺牛大翼
- ヤングエース特別賞 -『ずっと I can't stop thinking about you!』作者：最上武人
- ニュータイプエース特別賞 -『はじまりの木』作者：池上直
- ガンダムエース特別賞 - 該当者なし
- コンプティーク＆コンプエース特別賞 - 該当者なし
- ケロケロエース特別賞 - 該当者なし
- ASUKA特別賞 - 該当者なし
- 天聞角川特別賞 - 『予龙歌（龍に送る歌）』作者：江其言

### 第9回（2013年8月31日締切り）
- 大賞 - 該当者なし
- 準大賞 -『熱視線オーバーヒーテッド』作者：団伍　
  - 受賞作は少年エース2013年12月号に掲載。
- 入選 - 該当者なし
- 佳作 -『インベイダーズ・マスト・ダイ』作者：大関やすしお
  - 受賞作はヤングエース2013年12月号に掲載。
- 佳作 -『ミュータントだって普通の青春がしたい』作者：近江ガチャ
- 奨励賞 -『Xルート』作者：金丸祐甚
- 少年エース特別賞- 『崖の上の二人』作者：中吉虎吉
- ヤングエース特別賞- 『会長と幽霊のヒミツ』作者：水沢ながる
  - 受賞作は未掲載。後に月刊少年エースにおいて『迷い神社にお尋ね申す!』を連載する。
- ガンダムエース特別賞 - 該当者なし
- コンプティーク&コンプエース特別賞 - 該当者なし
- ASUKA特別賞 -『ナオキとワタル』作者：ゆーきゆめ
- 天聞角川特別賞 - 該当者なし
- 台湾角川特別賞 -『神の玩具』作者：余品翰

### 第10回（2014年2月28日締切り）
- 大賞 - 該当者なし
- 準大賞 - 該当者なし
- 入選 -『ふたり』作者：保科祐一
  - 受賞作はヤングエース2014年6月号に掲載。
- 佳作 - 該当者なし
- 奨励賞 -『ラブリーレコード』作者：横田ショウセイ
  - 受賞作は少年エース2014年6月号に掲載。
- 奨励賞 -『シニモノグルイ』作者：養父清右
- 少年エース特別賞　- 『別府アフェクション』作者：石井たくま
- ヤングエース特別賞　- 『友達以上恋人未満』作者：陣屋そだち
- ガンダムエース特別賞 - 該当者なし
- コンプティーク&コンプエース特別賞 - 該当者なし
- ASUKA特別賞 -『告白ディフィカルト』作者：ゆーきゆめ
- 天聞角川特別賞 -『その魂を喰え』作者：落木
- 台湾角川特別賞 -『地獄の道』作者：劉激

### 第11回（2014年8月30日締切り）
- 大賞 - 該当者なし
- 準大賞 -『雨菊イッポン!』作者：山高守人
  - 受賞作はヤングエース2014年12月号に掲載。後にヤングエース2016年10月号より『剣姫、咲く』の連載を開始する。
- 入選 -『オレンジ＊たいがー』作者：つくしろ夕莉
  - 受賞作は少年エース2014年12月号に掲載。
- 佳作 - 該当者なし
- 奨励賞 -『五年後のヒーロー』作者：西沢秀二
- 奨励賞 -『シニモノグルイ』作者：養父清右
- 少年エース特別賞　-『Blood Life』作者：カゲネコ師範
- ヤングエース特別賞　-『学ラン王子と従者さん』作者：豊丸
  - 受賞作はヤングエース2014年12月号に掲載。
- ガンダムエース特別賞 - 該当者なし
- コンプティーク&コンプエース特別賞 - 該当者なし
- ASUKA特別賞 - 該当者なし
- 天聞角川特別賞 - 該当者なし
- 台湾角川特別賞 -  該当者なし

### 第12回（2015年2月28日締切り）
- 大賞 - 該当者なし
- 準大賞 - 該当者なし
- 入選 -『グランギニョル』作者：碓井ツカサ
  - 受賞作はヤングエース2015年6月号に掲載。後に碓井はヤングエース2016年9月号より「オーク探偵オーロック」のコミカライズを担当する。
- 佳作 -『祓わないでね、アキラくん』作者：霧崎秀征
  - 受賞作は少年エース2015年6月号に掲載。
- 奨励賞 -『暗がりのソレイユ』作者：塚崎マロ
- 少年エース特別賞 -『ジェントルボディガードメン』作者：マッハダイ
- ヤングエース特別賞　-『GRAND BLOOD』作者：綾峰けう
- ガンダムエース特別賞 - 該当者なし
- コンプティーク&コンプエース特別賞 - 該当者なし
- ASUKA特別賞 - 該当者なし
- 台湾角川特別賞 -『陰影』作者：∞0

### 第13回（2015年8月31日締切り）
- 大賞 - 該当者なし
- 準大賞 - 該当者なし
- 入選 -『幻想時代劇鎧姫』作者：桑山純平
  - 受賞作は少年エース2015年12月号に掲載。
- 佳作 -『私と琴音先輩の怪話』作者：三弥カズトモ
  - 受賞作はヤングエース2015年12月号に掲載。
- 奨励賞 -『リベレイションC』作者：加藤麻継
- 少年エース特別賞　-『Regnet』作者：二式恭介
- ヤングエース特別賞　-『英雄様はヒトミシリ』作者：TUBASA
- ガンダムエース特別賞 - 該当者なし
- コンプエース特別賞 - 該当者なし
- ASUKA特別賞 - 該当者なし

### 第14回（2016年2月29日締切り）
- 大賞 - 該当者なし
- 準大賞 - 該当者なし
- 入選 -『ざ びゅーてぃふる わーるど』作者：白野アキヒロ
  - 受賞作は少年エース2016年6月号に掲載。
- 佳作 -『僕の彼女には羽がある』作者：東郷一貴
  - 受賞作はヤングエース2016年6月号に掲載。
- 奨励賞 -『秘密な制作日和』作者：久家健史朗
  - 受賞作はヤングエース2016年7月号に掲載。
- 奨励賞 -『恋せよ少年少女』作者：正岸優人
  - 受賞作はヤングエース2016年6月号に掲載。
- 少年エース特別賞 -『妹とはこうあるべきだ。』　作者：漆島佑
- ヤングエース特別賞 -『フィギュア師!』作者：栗原和明
  - 受賞作はヤングエース2016年7月号に掲載。
- ガンダムエース特別賞 - 該当者なし
- コンプエース特別賞 - 該当者なし
- ASUKA特別賞 - 該当者なし

### 第15回（2016年8月31日締切り）
- 大賞 - 該当者なし
- 準大賞 - 該当者なし
- 入選 -『喫茶ラフ営業開店！』作者：士土幽太郎
  - 受賞作は少年エース2016年12月号に掲載。
- 佳作 -『スイヘーリーベ、ボクノフネ』作者：津田沼篤
  - 受賞作はヤングエース2016年12月号に掲載。
- 佳作 -『そうだったのかい!!』作者：倉地千尋
  - 受賞作は少年エース2016年12月号に掲載。
- 奨励賞 - 該当者なし
- 少年エース特別賞 -『怒りのトントンバトラー伊良イラ子!』作者：なかちかな
- ヤングエース特別賞 -『BAMPEENO』作者：神野マサヒロ
- ガンダムエース特別賞 - 該当者なし
- コンプエース特別賞 - 該当者なし
- ASUKA特別賞 -『Listen!』作者：PUKU
  - 受賞作は月刊ASUKA2016年12月号に掲載。

### 第17回
- 少年エース特別賞 -『もしも願いが叶うなら』作者：櫻桃音

### 第18回（2018年2月28日締切り）
- 佳作&ヤングエース特別賞 -『伊藤さんちの座敷童』作者：赤羽ぜろ
  - 受賞作はヤングエース6月号に掲載

### 第19回
- 佳作&ヤングエース特別賞 -『シンジュク症候群』作者：柳明弌
  - 受賞作はヤングエース2018年12月号に掲載
- 佳作 -『ゆずれない』作者：金子ある
  - 受賞作は少年エース2018年12月号に掲載

### 第20回
- 大賞 - 該当無し
- 準大賞 - 該当無し
- 入選&ヤングエース特別賞 -『SENKA』作者：野原
  - 受賞作はヤングエース2019年6月号に掲載
- 佳作 -『光流し』作者：雪宮ありさ
  - 受賞作は少年エース2019年6月号に掲載
- 奨励賞 -『鈴の残響』作者：深沢しおん
- 少年エース特別賞 -『エデンの果実』作者：江口タミカ
- 少年エース特別賞 -『憑（就）き者トイレの

花子さんの転職』作者：奥山太樹

### 第21回
- 大賞 - 該当無し
- 準大賞 - 該当無し
- 入選 -『課金魔法少女』作者：赤瀬とまと
  - 受賞作は少年エース2019年12月号に掲載
- 佳作 -『信長が全裸』作者：克ヲ
  - 受賞作はヤングエース2019年12月号に掲載
- 奨励賞&少年エース特別賞 -『友達に貧ぼう神がいる場合』作者：倉畑あき
- ヤングエース特別賞 -『黒猫の花嫁』作者：西寺桃李

### 第22回
- 佳作&ヤングエース特別賞 -『未来契約』作者：古川古
  - 受賞作はヤングエース2020年6月号に掲載
- 奨励賞&少年エース特別賞 -『できれば仏像を腹につめて死にたい』作者：文玲伽奈
  - 受賞作は少年エース2020年6月号に掲載
- 奨励賞 -『色のない君を』作者：れもち
- 奨励賞 -『栞』作者：カンブリア爆発太郎

### 第23回
- 佳作 -『元殺し屋JK、今エルフ姫』作者：きゃの景識
  - 受賞作は少年エース2020年12月号に掲載
- 奨励賞&ヤングエース特別賞 -『ドラゴンガール』作者：Co-dai
  - 受賞作はヤングエース2020年12月号に掲載
- 奨励賞&少年エース特別賞 -『ごみ箱の中の勇者たち』作者：いさむひとし
- 奨励賞 -『ジャンキーカーニバル』作者：タムラシュウ

### 第24回（2021年2月28日締切り）
- 入選 -『メイドinお嬢さま』作者：初瀬白
  - 受賞作は少年エース2021年6月号に掲載
- 佳作&ヤングエース特別賞 -『生徒会長は掃除ができない』作者：鉢田エク
  - 受賞作はヤングエース2021年6月号に掲載
- 佳作 -『魔女ロゼッタの秘密』作者：風丘伊由利
  - 受賞作はヤングエース2021年7月号に掲載
- 奨励賞 -『魔女は涙を流さない』作者：ハヤト幸
- 少年エース特別賞 -『芳子におまかせ！』作者：クラマリョウコ

### 第25回
- 佳作 -『かわいくなりたいモンスター』作者：卯月
  - 受賞作はヤングエース2021年12月号に掲載
- 奨励賞 -『塗壁』作者：三月ももたろた
- 奨励賞 -『魔王のマオちゃん』作者：ちゃわんまん
- 少年エース特別賞 -『超能力者にロクな奴はいない』作者：中田

### 第26回
- 入選 -『十秒』作者：林ツネオ
  - 受賞作はヤングエース2022年6月号に掲載
- 佳作 -『タコが淹れた紅茶は不味い』作者：威徳公太郎
  - 受賞作はヤングエース2022年7月号に掲載
- 佳作 -『未解捜査』作者：紫甘藍
  - 受賞作は少年エース2022年6月号に掲載
- 奨励賞&少年エース特別賞 -『うぃっち・わん・ぐるーむ!!』作者：あねみあ
- 奨励賞&ヤングエース特別賞 -『チャレンジ園児』作者：アタオカ困

### 第27回（2022年8月31日締切り）
- 入選 -『狂愛』作者：ヴィコ
  - 受賞作は少年エース2022年12月号に掲載
- 入選 -『星は巡る』作者：火鳥満月
  - 受賞作はコミックNewtypeに掲載
- 佳作 -『SIN-KAI』作者：なかのこうすけ
  - 受賞作はヤングエース2022年12月号に掲載
- 奨励賞&少年エース特別賞 -『好きの死亡フラグ』作者：おみ吉
- 奨励賞&ヤングエース特別賞 -『ハリボテの綺羅星』作者：ヨコョヨ

### 第28回（2023年2月28日締切り）
- 入選 -『みなわの疼痛』作者：團屋林悟
  - 受賞作はヤングエース2023年6月号に掲載
- 佳作 -『蜘蛛の巣に棲む男』作者：ナトリ無シオ
  - 受賞作は少年エース2023年6月号に掲載
- 佳作 -『マルボロスカート』作者：なはりふみお
  - 受賞作は少年エース2023年6月号に掲載
- 奨励賞&ヤングエース特別賞 -『胡蝶の夢』作者：蒼いち
  - 受賞作はヤングエース2023年6月号に掲載
- 奨励賞 -『かんちがい魔王軍』作者：寝野
  - 受賞作はヤングエース2023年6月号に掲載
- 少年エース特別賞 -『あなたのとなり』作者：一世蕨
  - 受賞作は少年エース2023年7月号に掲載

### 第29回（2023年8月31日締切り）
- 準大賞 -『お腐れプリンセス物語』作者：上月暖
- 入選&ヤングエース特別賞 -『ぽんこつお嬢様と鈍感貧乏くん』作者：餡実ツキ
- 佳作 -『きみと重なるインスタントレシピ』作者：トリウミウカイ
- 奨励賞&少年エース特別賞 -『毎週水曜3:00PM』作者：明日膝小僧
- 奨励賞 -『ガチャ日和』作者：深水夏乃

### 第30回（2024年2月29日締切り）
- 入選 -『ミニみに！』作者：釈迦野しゅら
- 佳作 -『ゆめのつづきを』作者：あおやま
- 奨励賞&ヤングエース特別賞 -『神は全知全能ではない』作者：天乃こもり
- 奨励賞&少年エース特別賞 -『閻魔沙汰』作者：有厳槐
- 奨励賞 -『アンドロイドは空手バカの夢を見る』作者：馬場そうや
- 奨励賞 -『LOOK』作者：たから

### 第31回
- 入選 -『ネタバレライフ』作者：練起蓮
- 佳作 -『恋だってくノ一にお任せください！』作者：ねるお
- 奨励賞&ヤングエース特別賞 -『少女よ大志を抱け』作者：彩野ヒロ
- 奨励賞&少年エース特別賞 -『任侠かのじょ』作者：菊池康平
- 奨励賞 -『地球を守った漫画』作者：エアロ05
- 奨励賞 -『Get Ready Maid!』作者：河野丼

### 第33回
- 入選 -『理想の相方』作者：えすけい
- 入選 -『かく！！』作者：已己巳己
- 佳作 -『ムショカノジョ』作者：MAX 　POCHIPERO
- 奨励賞&ヤングエース特別賞 -『その名はルーペンス』作者：実果乃みか
- 奨励賞&少年エース特別賞 -『コトバ』作者：REXIN
- 奨励賞 -『リバースキー』作者：バカカバ

## 審査員
各回5人の漫画家が担当し各作品の講評が掲載されるまた、最後に各審査員のまとめのコメントが掲載される。ただし、各雑誌の特別賞の講評は基本的に各雑誌の編集部が担当する。（ただし第9・10回のAsuka特別賞、第11回の少年エース特別賞、第10・11回のヤングエース特別賞、天聞角川特別賞、台湾角川特別賞等一部の例外のみ審査員が講評を行った。第12・13回においては全ての受賞作で審査員が講評を行っている。）
- 新條まゆ（第1回～第8回）
- 田島昭宇（第1回～第8回）
- 安彦良和（第1回～第12回）
- 吉崎観音（第1回～第14回）
- 美水かがみ（第1回～第10回）
- 杉崎ゆきる（第9回～第12回）
- 天王寺キツネ（第9回～第12回）
- 武内崇（第11回～第12回）
- 小玉有起（第13回～第14回）
- 朝霧カフカ（第13回～）
- 三部けい（第15回～）
- 水無月すう（第15回～）

## エース新人漫画賞
角川エース新人漫画賞とも書かれる。少年エース・ガンダムエース・コンプエース共同主催。エースネクストが刊行されていた時期は『エース&ネクスト新人漫画賞』と題されていた。年3回選考で全32回。第33回の募集はしていたものの、発表はされず、角川漫画新人賞に移行した。第32回の審査員は、吉崎観音、天王寺きつね、えすのサカエ、ガンダムエースゲスト審査員の福井晴敏、コンプエースゲスト審査員のたくま朋正の計5人。

### 主な受賞者
- 第2回奨励賞 - 木村太彦
- 第5回奨励賞 - 丸川トモヒロ
- 第9回奨励賞 - ゴツボ×リュウジ、近藤一馬
- 第11回佳作 - 近藤一馬、奨励賞 - 高橋脩、えすのサカエ
- 第14回奨励賞 - ツガノガク
- 第15回佳作 - 桂明日香
- 第21回奨励賞 - 琴音らんまる
- 第22回奨励賞 - あらゐけいいち
- 第23回奨励賞 - 福田晋一、川那辺雅弘
- 第24回奨励賞 - 桐島ヨウ
- 第25回奨励賞 - 須藤清正朗
- 第26回奨励賞 - 五十嵐藍
- 第27回奨励賞 - 橋口みのる
- 第28回奨励賞 - しまだ
- 第29回奨励賞 - 山口京之助
- 第30回奨励賞 - 河野恒樹、神楽坂朔太郎
- 第31回奨励賞 - 佐倉田尋
- 第32回奨励賞 - 吉原雅彦

### 賞・賞金
すべての賞に特典として賞金、賞状、記念トロフィ、「ComicStudio EX」、担当編集者が付くとされていた。
- 大賞 - 100万円＋少年エース連載権
- 入賞 - 50万円＋少年エースに無条件掲載
- 佳作 - 30万円
- 奨励賞 - 10万円
- セルシスデジタル漫画賞 - 10万円

## 月例賞A1(エーワン)グランプリ
少年エースとヤングエース合同の月例賞・新人賞。応募資格はプロアマ問わない。締切りは毎月末締切りで結果は約3ヶ月先のヤングエースと少年エースの誌上にて発表される。第1回の募集は2009年5月26日発売の月刊少年エース7月号より募集開始（同年6月30日締切り）、第1回の発表は2009年8月26日発売の少年エース10月号と同年9月4日発売のヤングエースVol.3にて発表され以降、毎月ごと月例賞の募集と発表が毎月つづいている。審査員は少年エース編集部とヤングエース編集部。

### 賞・賞金
すべての賞に特典として担当編集者が付くとされている。
- A1大賞 - 100万円＋複合コピー機＋ComicStudio EX Ver4.0
- A1準大賞 - 50万円＋複合コピー機＋ComicStudio EX Ver4.0
- 入賞 - 30万円＋デジカメ＋ComicStudio EX Ver4.0
- 佳作 - 10万円＋ComicStudio EX Ver4.0
- 奨励賞 - 5万円＋特製原稿用紙
- 期待賞 - 図書カード＋特製原稿用紙